# Marta Domachowska
Marta Domachowska (* 16. Januar 1986 in Warschau) ist eine ehemalige polnische Tennisspielerin.

## Karriere
Domachowska, die Hartplätze bevorzugt, begann im Alter von sieben Jahren mit dem Tennissport und wurde 2001 Profispielerin. 2003 erreichte sie bei den Australian Open das Halbfinale der Juniorinnen.

### 2002–2004
Ausgestattet mit einer Wildcard gab sie in Warschau ihr Debüt auf der WTA Tour; sie verlor ihr Erstrundenmatch im Hauptfeld gegen Céline Beigbeder (WTA 87) mit 6:72, 6:1, 3:6. In Sopot erreichte sie mit einer Wildcard zusammen mit ihrer Landsfrau Klaudia Jans das Halbfinale im Doppel. Schließlich gewann sie ihre ersten beiden Einzel- und den ersten Doppeltitel bei ITF-Turnieren. Am 20. Mai wurde sie erstmals in der WTA-Weltrangliste notiert, auf Platz 745. Sie erzielte 2002 eine Bilanz von 29:12 im Einzel und 9:7 im Doppel und belegte am Ende der Saison Position 356 im Einzel.
Auch 2003 verlor sie mit einer Wildcard sowohl in Warschau (gegen Renata Voráčová, WTA 146) als auch in Sopot (gegen Silvija Talaja, WTA 78) jeweils in der ersten Runde. Als Qualifikantin unterlag sie in Pattaya in Runde eins Olena Tatarkowa (WTA 135) in drei Sätzen. Beim ITF-Turnier im polnischen Toruń sicherte sie sich als Qualifikantin ihren dritten Einzeltitel. Sie beendete die Saison im Einzel mit einer Bilanz von 29:12 (Doppel 6:11) auf Position 244.
In Seoul stand sie 2004 erstmals im Finale eines WTA-Turniers (1:6, 1:6 gegen Marija Scharapowa). Sie erreichte das Halbfinale in Sopot, in dem sie Anna Smaschnowa (WTA 20) mit 7:64 und 6:1 besiegte; das Endspiel verlor sie dann gegen Flavia Pennetta. Mit einem Sieg über Cervanova qualifizierte sie sich für das WTA-Turnier in Casablanca. Am 27. September erreichte sie die Top 100. Bei den French Open, den Wimbledon Championships und den US Open verpasste sie jeweils das Hauptfeld. Dagegen konnte sie die ITF-Turniere in Belfort und in Warschau gewinnen. Am Ende der Saison stand sie nach 42:20 Siegen im Einzel (12:9 im Doppel) auf Platz 74 der Einzelweltrangliste.

### 2005
Ihr Highlight der Saison war das Erreichen des Endspiels beim Tier-III-Turnier in Straßburg, nach welchem sie bereits auf Platz 63 geführt wurde. Sie besiegte dort die an 5 gesetzte Ai Sugiyama (WTA 26), das zweite Einzelfinale ihrer Karriere verlor sie dann mit 4:6, 3:6 gegen Anabel Medina Garrigues. Sie erreichte in Peking zudem ihr erstes Tier-II-Halbfinale, in das sie kampflos aufgerückt war (Verletzung von Venus Williams); dort unterlag sie Anna-Lena Grönefeld. In Hobart schied sie im Viertelfinale in drei Sätzen gegen Li Na aus. Beim Turnier von Amelia Island erreichte sie als Qualifikantin die dritte Runde, verlor dann aber in drei Sätzen gegen Venus Williams. Sie nahm 2005 erstmals an allen Hauptrunden der vier größten Tennisturniere teil. Bei den Australian Open und den French Open erreichte sie die zweite Runde, in Wimbledon und bei den US Open scheiterte sie in Runde eins. Am 8. August war sie sogar auf Platz 47 gelistet, nachdem sie in San Diego die zweite Runde erreicht hatte. Sie schloss die WTA-Turniere in Pattaya (mit Talaja) und in Straßburg (an der Seite von Marlene Weingärtner) als Finalistin ab. Die Turniere in Hyderabad und in Memphis musste sie wegen Problemen mit der rechten Schulter absagen. Sie beendete die Saison (24:26 im Einzel und 14:16 im Doppel) auf Platz 60 im Einzel.

### 2006
Domachowska eröffnete die Saison an der Seite von Roberta Vinci mit ihrem ersten WTA-Titel, womit sie im Ranking auf Platz 62 vorrückte. Beim Tier-III-Turnier in Memphis stand sie in ihrem dritten Einzelfinale auf der Tour. Auf dem Weg dahin besiegte sie die an 4 gesetzte Laura Granville und die an 8 gesetzte Jill Craybas. Im Finale musste sie sich der Nummer 3 des Turniers, Sofia Arvidsson, in drei Sätzen geschlagen geben. In Indian Wells erreichte sie die dritte Runde und in Miami unterlag sie in Runde zwei der "Lucky Loserin" Kutuzova. Am 3. April erreichte sie ihr Karrierehoch mit Platz 37 der Weltrangliste. Sie beendete die Saison mit dem Erreichen der zweiten Runde in Straßburg, 's-Hertogenbosch, Montreal und Tokio (Japan Open). Außerdem stand sie in Cincinnati zusammen mit Sania Mirza in ihrem vierten Doppelfinale, das sie mit 4:6, 6:3, 2:6 gegen die topgesetzten Maria Elena Camerin und Gisela Dulko verloren. In Stanford erreichte sie mit Bartoli das Halbfinale; mit Alicja Rosolska in Straßburg, mit Jidkova in Tokio und mit Castano in Bangkok jeweils das Viertelfinale. Bei den US Open schied sie mit Kostanic in Runde zwei aus. Bei den übrigen Grand-Slam-Turnieren scheiterte sie im Einzel jeweils in Runde eins. Wegen einer Verletzung musste sie die Turniere in Charleston und Bali absagen. Sie beendete die Saison mit einer Bilanz von 20:26 im Einzel (14:18 im Doppel) auf Platz 90 der Weltrangliste.

### 2007
Sie trat diesmal nicht in Memphis an und konnte ihre Punkte (Finale 2006) nicht verteidigen. Sie erreichte das Halbfinale des $75.000-Turniers in Dinan, das sie gegen Karin Knapp verlor. Im Viertelfinale des $50.000-Turniers in Torrent unterlag sie Perebiynis und als Qualifikantin im Tier-IV-Turnier in Seoul Venus Williams. In der zweiten Runde von Stockholm, wo sie ebenfalls durch die Qualifikation musste, zog sie gegen Agnieszka Radwańska den Kürzeren. Neun Mal konnte sie sich 2007 nicht für die Hauptrunde qualifizieren, auch nicht bei den French Open und den US Open. In Wimbledon trat sie nicht an und bei den Australian Open nur im Doppel. Sie beendete die Saison mit ihrem ersten Einzeltitel seit 2003; sie gewann als Qualifikantin (WTA 179) das $100.000-Turnier in Poitiers. Nachdem ihre an 1 gesetzte Gegnerin Julija Wakulenko zurückgezogen hatte, besiegte sie die an 6 gesetzte Alla Kudrjawzewa und im Finale mit Anna Lapuschtschenkowa eine weitere Qualifikantin. Im Doppel verlor sie die ersten vier Begegnungen der Saison, bevor sie in Rom zusammen mit Emma Laine ein $100.000-Turnier gewann. Sie erreichte zudem das Halbfinale des Tier-IV-Turniers in Taschkent und das Viertelfinale beim $50.000-Turnier in der Bronx. Im Einzel (37:20) beendete sie die Saison auf Platz 145 und im Doppel (7:11) auf Platz 240.

### 2008–2010
Sie konnte sich nicht für die Vorbereitungsturniere qualifizieren; also begann ihre Saison mit den Australian Open, bei denen sie nur im Einzel antrat. Dort gelang ihr das beste Abschneiden bei einem Grand-Slam-Turnier, indem sie (mit der Qualifikation) vier Partien nacheinander in zwei Sätzen gewann. Sie erreichte mit Siegen über Mathilde Johansson, Sofia Arvidsson und die an 24 gesetzte Li Na das Achtelfinale, in dem sie Venus Williams knapp mit 4:6, 4:6 unterlag. Damit machte sie 64 Plätze gut und war zurück in den Top 100 (Platz 82). Mit ihr selbst und Agnieszka Radwańska standen dort erstmals zwei Spielerinnen aus Polen im Achtelfinale eines Grand-Slam-Turniers.
Beim Rogers Masters, dem Tier-I-Turnier in Montreal, besiegte sie in der ersten Runde Bethanie Mattek mit 7:5, 6:2. Anschließend verlor sie gegen eine angeschlagene Scharapowa mit 5:7, 7:5 und 2:6.
Ihr bestes Saisonergebnis 2009 war die Halbfinalteilnahme beim Sandplatzturnier in Båstad; an der Seite der Südafrikanerin Natalie Grandin unterlag sie dort der Paarung Dulko/Pennetta in zwei glatten Sätzen. Im Einzel erreichte sie bei den WTA-Turnieren von Fès und Istanbul jeweils das Viertelfinale. Am Saisonende stand sie auf Rang 140 bzw. 155.
Das beste Resultat im Jahr 2010 war ein Doppel-Halbfinale beim Sandplatzturnier in Marbella an der Seite ihrer Landsfrau Alicja Rosolska. Nach den US Open, bei denen sie wie schon in Melbourne und in Paris nicht über die Qualifikation hinauskam, bestritt sie noch einige ITF-Turniere. Bis zum Jahresende rutschte sie im Ranking auf die Positionen 299 (Einzel) und 304 ab.

### 2014–Karriereende
Im ersten Quartal 2014 kam sie bei drei WTA-Turnieren (Doha, Dubai, Monterrey) jeweils nicht über die Qualifikationsrunde hinaus. Ab Ende März trat sie für den Rest des Jahres nicht mehr an. Im Januar und Februar 2015 scheiterte sie bei zwei kleineren ITF-Turnieren bereits in der ersten Runde der Qualifikation.
Am 2. Februar 2015 bestritt Domachowska in Grenoble ihr letztes Match auf der Profitour. Ende 2015 erklärte sie ihren Rücktritt.

## Turniersiege

### Einzel
| Nr. | Datum             | Turnier   | Kategorie    | Belag             | Finalgegnerin              | Ergebnis       |
| --- | ----------------- | --------- | ------------ | ----------------- | -------------------------- | -------------- |
| 1   | 26. Mai 2002      | Olecko    | ITF $10.000  | Sand              | Liana-Gabriela Balaci      | 1:6, 6:3, 6:1  |
| 2   | 3. November 2002  | Stockholm | ITF $10.000  | Hartplatz (Halle) | Sabrina Jolk               | 6:3, 6:4       |
| 3   | 13. Juli 2003     | Toruń     | ITF $25.000  | Sand              | Nastassja Jakimawa         | 7:5, 3:6, 6:4  |
| 4   | 1. Februar 2004   | Belfort   | ITF $25.000  | Hartplatz (Halle) | Adriana Barna              | 3:6, 6:0, 6:0  |
| 5   | 15. Februar 2004  | Warschau  | ITF $25.000  | Teppich (Halle)   | Angelique Kerber           | 7:65, 3:6, 6:3 |
| 6   | 25. November 2007 | Poitiers  | ITF $100.000 | Hartplatz (Halle) | Anna Lapuschtschenkowa     | 7:5, 6:0       |
| 7   | 30. Januar 2011   | Grenoble  | ITF $25.000  | Hartplatz (Halle) | Naomi Broady               | 6:4, 6:4       |
| 8   | 18. Juni 2011     | Istanbul  | ITF $25.000  | Hartplatz         | Margalita Tschachnaschwili | 7:5, 6:3       |

### Doppel
| Nr. | Datum              | Turnier          | Kategorie    | Belag             | Partnerin          | Finalgegnerinnen                     | Ergebnis         |
| --- | ------------------ | ---------------- | ------------ | ----------------- | ------------------ | ------------------------------------ | ---------------- |
| 1   | 3. November 2002   | Stockholm        | ITF $10.000  | Hartplatz (Halle) | Elke Clijsters     | Jenny Loow Suzanne van Hartingsveldt | 6:1, 6:1         |
| 2   | 13. Januar 2006    | Canberra         | WTA Tier IV  | Hartplatz         | Roberta Vinci      | Claire Curran Līga Dekmeijere        | 7:65, 6:3        |
| 3   | 12. Mai 2007       | Rom              | ITF $100.000 | Sand              | Emma Laine         | Maret Ani Caroline Maes              | 1:0 Aufgabe      |
| 4   | 17. Juni 2011      | Istanbul         | ITF $25.000  | Hartplatz         | Teodora Mirčić     | Daniella Dominikovic Melis Sezer     | 6:4, 6:2         |
| 5   | 27. September 2013 | Clermont-Ferrand | ITF $25.000  | Hartplatz (Halle) | Michaëlla Krajicek | Margarita Gasparjan Aljona Sotnykowa | 5:7, 6:4, [10:8] |
| 6   | 26. Oktober 2013   | Saguenay         | ITF $50.000  | Hartplatz (Halle) | Andrea Hlaváčková  | Françoise Abanda Victoria Duval      | 7:5, 6:3         |